# Herner Spielewahnsinn
Der Herner Spielewahnsinn ist ein jährlich stattfindendes Festival für Gesellschaftsspiele in Herne. Das Spielfest ist offen für alle Besucher, Aussteller sind vor allem Spieleverlage. Die Besonderheit ist die Möglichkeit, die Spiele ausführlich zu testen, ähnlich wie bei den Internationalen Spieltagen in Essen.
Der erste Spielewahnsinn fand Ende 1987 im damaligen Jugendzentrum und heutigen Spielezentrum Herne statt. Seit 1991 findet er einmal jährlich im Mai im Herner Kulturzentrum am Willi-Pohlmann-Platz statt. Die Veranstaltung hat jedes Jahr etwa 4000 bis 5000 Besucher. Seit 1990 wird während des Spielewahnsinns die Endrunde zur Deutschen Mannschaftsmeisterschaft im Brettspiel ausgetragen.